# Стража-при-Оплотниці
Стража-при-Оплотниці (словен. Straža pri Oplotnici) — поселення в общині Оплотниця, Подравський регіон‎, Словенія.